# Família Zareavânio
Zareavânio (em latim: Zarehavanius) ou Zareavaneano (em armênio: Զարեհավանեան; romaniz.: Zarehavanean) foi uma família nobre armênia (nacarar) da Antiguidade e Idade Média.

## História
Segundo Moisés de Corene, os Zareavânios descendiam de Zariadres (Zaré), bisneto de Vaagênio, e que receberam seus domínios principesco do mítico Valarsaces I (século III a.C.) Essa afirmação comprova que pertenciam ao grupo dos haíquidas, os descendentes do patriarca mítico Haico. Por possuírem fortes laços com o templo orôntida do Sol e da Lua em Armavir, e por sua origem comum com os Vanúnios e Aravênios, presume-se que são um ramo cadete dos orôntidas. É possível, por sua vez, que fossem um ramo da família Arzerúnio, cujas origens também remontam aos orôntidas. Sabe-se que detinham controle de um principado centrado em Zarevanda, Zareavã e Her, três distritos da província da Persarmênia, com sede no castelo de Ampriotique. A Lista de Trono (Գահնամակ, gahnamak) os menciona em 45.ª posição entre as casas nobres.